# 배인순
배인순 (1948년 12월 21일~ )은 경북 포항시에서 태어났다. 듀엣 그룹 펄 시스터즈의 한 명이었으며 신중현과 함께 소울 음악을 국내에 전파하였다.
그녀는 동아 그룹 최원석 회장과 결혼했었고 결혼 후 20여 년 동안 외부활동을 하지 않았다. 연예인과의 스캔들이 끊이지 않았던 남편과의 마찰이 있었으며 1998년 결국 파경에 이르렀다. 2003년 결혼생활을 공개한 책 30년 만에 부르는 커피 한 잔(찬섬)을 출판하였다.

## 가족 관계
- 남편: 최원석(1976년, 결혼 1998년 이혼)
  - 차남: 최은혁(崔殷赫, 1977년 7월 23일~2013년 7월 6일)
  - 며느리: 윤정은
  - 삼남: 최용혁(崔容赫, 1978년 8월 27일~ )
  - 며느리: 박영경
  - 사남: 최재혁(崔宰赫, 1980년 6월 16일~ )

## 학력
- 중앙대학교 도서관학과(졸업)
- 고려대학교 경영대학원 경영학과(졸업)